# Roberto França Auad
Roberto França Auad (Cuiabá, 2 de outubro de 1948) é um radialista e político brasileiro filiado ao PRD. Radialista, foi prefeito de Cuiabá, vereador, deputado estadual e deputado federal.

## Carreira política
Começou a carreira política em 1970 ao ser eleito vereador de Cuiabá. 
Foi eleito deputado estadual em 1974, 1978, 1982, 1986 e 1990 e deputado federal em 1994. Candidatou-se a prefeito de Cuiabá em 1988, sendo derrotado por Frederico Campos. 
Foi eleito prefeito de Cuiabá em 1996, sendo reeleito em 2000. Nas eleições estaduais de 2002 em Mato Grosso, ele se apresentou como pré-candidato a governador de Mato Grosso pelo PPS, mas posteriormente abdicou de sua candidatura em apoio ao candidato Blairo Maggi do PPS. Permaneceu no cargo até janeiro de 2005, sendo sucedido por Wilson Pereira dos Santos. 
Candidatou-se a deputado estadual em 2006 pelo PPS, tendo seu registro de candidatura cassado pelo Tribunal Superior Eleitoral. 
É novamente candidato a prefeito de Cuiabá em 2020, pelo Patriota, apoiado pelo DEM e pelo PSD, nas eleições marcadas para o dia 15 de novembro (primeiro turno) e 29 de novembro (segundo turno). 